# 科佩爾 (博亞卡省)
科佩爾是哥倫比亞的城鎮，位於該國東北部，由博亞卡省負責管轄，距離首府通哈65公里，始建於1776年11月23日，面積172平方公里，海拔高度967米，2005年人口4,047。
5°29′N 74°03′W / 5.483°N 74.050°W